# トレーシー・マレー
トレーシー・マレー（Tracy Lamonte Murray, 1971年4月20日 - ）は、アメリカ合衆国カリフォルニア州ロサンゼルス出身のバスケットボール選手。NBAのワシントン・ウィザーズなど6チームに所属していた。ポジションはスモールフォワード。身長201cm、体重104.3kg。NBAプレイヤーのラモンド・マレーとは従兄弟同士である。

## 経歴
カリフォルニアのグレンドラ高校に通っていたマレーは、大学も地元のUCLAを選び、3年間スコアラーとして活躍した。
3年生終了時にアーリーエントリー、1992年のNBAドラフト全体の18位でサンアントニオ・スパーズに指名された。しかし、ドラフトから数日後に、ミルウォーキー・バックスへ、さらにはポートランド・トレイルブレイザーズへトレードされた。ブレイザーズでは短い出場時間ながら、シューターとして持ち味を発揮した。2年目には3Pの成功率が45.9％に達し、リーグで最も成功率が高い選手になった。
3年目の1994-95シーズン途中に、クライド・ドレクスラーらと共にヒューストン・ロケッツへ移籍。チームは2年連続となるチャンピオンに輝いたが、プレイオフのロスターには入れなかった。
1995年にフリーエージェントとなったマレーは、11月にトロント・ラプターズと契約。95-96シーズンは、82試合全試合に出場、37試合で先発し、自己最高の平均16.2得点、4.3リバウンド、1.6アシストと才能を開花させた。
1996年に再びフリーエージェントとなったマレーは、ワシントン・ブレッツと契約した。1998-99シーズンに調子を落とした以外は、ベンチからの出場が大半ながら平均二桁得点をマークした。1998年2月10日のゴールデンステート・ウォリアーズ戦では50得点を挙げ、周囲を驚かせた。
2000-01シーズン前に、ポパイ・ジョーンズとの交換でデンバー・ナゲッツへ移籍、シーズン途中にはケビン・ウィリスらとの交換でラプターズへ復帰した。2002年6月に、リンゼイ・ハンターとの交換でロサンゼルス・レイカーズへ移籍した。出身の地でプレイできることを喜んだが、次第に衰えが見え始め、控えでも活躍できない試合が多くなった。2003-04シーズンは、古巣のブレイザーズでプレイ。翌2004-05シーズンは、ニューヨーク・ニックスと契約したものの、プレシーズン中の10月下旬に解雇され、NBAのキャリアは幕を閉じた。
その後ギリシャに渡り、ヨーロッパチャンピオンのパナシナイコスBCと契約し1シーズンプレイした。それからPAOK BCに移り、2006年1月まで所属した。
2006年12月に、フランスのChalonと契約した。